# أكاديمية ساندهيرست العسكرية الملكية
أكاديمية ساندهيرست العسكرية الملكية (بالإنجليزية: Royal Military Academy Sandhurst) كلية عسكرية بريطانية عريقة تأسست عام 1802 وهي واحدة من العديد من الأكاديميات العسكرية في المملكة المتحدة وتعتبر مركز تدريب أساسي للضباط في الجيش البريطاني، تقع الكلية في بلدة ساندهيرست باركشير، بينما يقع مدخلها الرئيس في بلدة كامبرلي جنوب غرب لندن.
أعلنت الكلية أن هدفها هو أن تكون مركز التميز القيادي الوطني، يُدَرَّب جميع ضباط الجيش البريطاني في الأكاديمية، بما في ذلك ضباط الدخول المتأخر الذين كانوا ضباط صف سابقًا، بالإضافة إلى رجال ونساء آخرين من الخارج . كلية ساندهيرست هي المكافئ لكلية بريتانيا البحرية الملكية وكلية كرانويل للقوات الجوية الملكية للجيش البريطاني.
مدة الدراسة في أكاديمية ساندهيرست 44 أسبوع أي أقل من سنة.

## الموقع
تقع الأكاديمية العسكرية الملكية في ساندهيرست في مدينة كامبريلي، بينما تمتد حدود الأكاديمية عبر مقاطعتي بيركشاير وسري. يفصل بين المقاطعتين مجرى مائي صغير يُدعى "ووش ستريم"، الذي سُمي على اسمه مجلة الأكاديمية. تقع "البوابة الرئيسية" في الجهة الشرقية من الأكاديمية على طريق لندن في كامبريلي، بينما تقع "بوابة مدينة الكلية"، التي تُستخدم للدخول اليومي، في الجهة الغربية من الأكاديمية على طريق يوركتاون في ساندهيرست.

## تاريخ

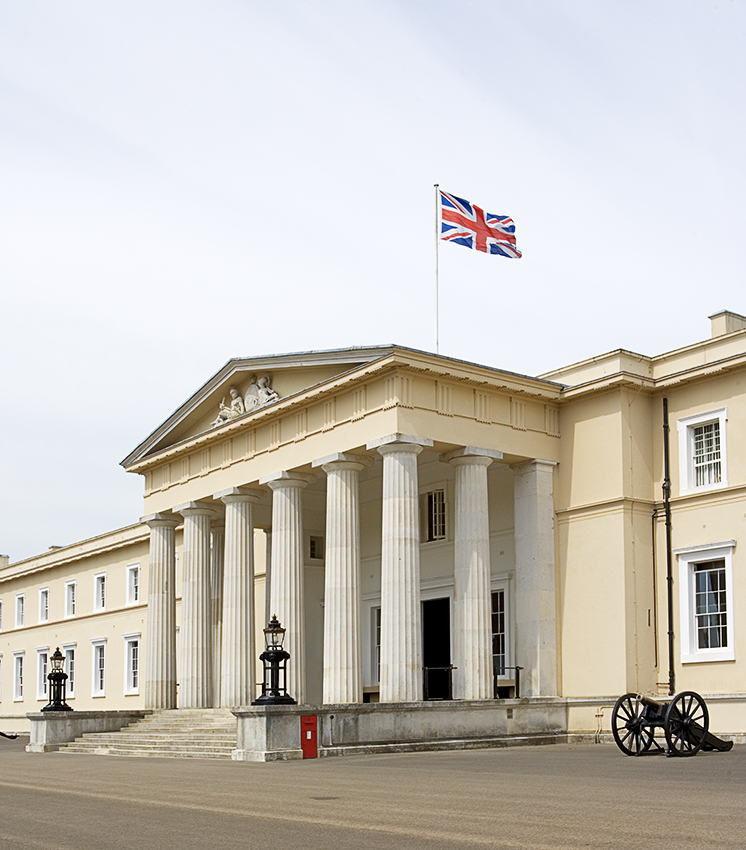
مبنى الأكاديمية القديم

تأسست أكاديمية ساندهيرست العسكرية الملكية عام 1947 في موقع الكلية العسكرية الملكية السابقة (التي تأسست في عام 1801 لتدريب الضباط على فروع الجيش بخلاف المدفعية الملكية والمهندسين الملكيين). ظهرت الأكاديمية العسكرية الملكية ساندهيرست إلى الوجود عندما اندمجت الكلية العسكرية الملكية مع الأكاديمية العسكرية الملكية في وولويتش، (التي تأسست في عام 1741 خصيصًا لتدريب الضباط على المدفعية الملكية والمهندسين الملكيين).
أصبحت الأكاديمية العسكرية الملكية في ساندهيرست هي المؤسسة الوحيدة لتدريب الضباط الذكور الجدد في الجيش البريطاني وذلك بعد إنهاء الخدمة الوطنية في المملكة المتحدة وإغلاق مدرسة ضباط مون في ألدرشوت عام 1972، حيث تولت مسؤوليات مدرسة مون في تدريب ضباط الخدمة القصيرة وضباط الجيش الإقليمي، بالإضافة إلى الأفراد الذين ينضمون إلى الجيش النظامي كخريجين. طوال أكثر من نصف قرن، كانت رفاهية التلاميذ العسكريين الدوليين في ساندهيرست تحت إشراف المتطوعة مارغريت جونز . في عام 1984، دمجت كلية تدريب الضباط النسائية في باجشوت مع ساندهيرست، وفي عام 1992، تم تدشين دورة تأهيل موحدة لتدريب التلاميذ العسكريين الذكور، والإناث،والدوليين.
تُظهر مجموعة الأكاديمية العسكرية الملكية في ساندهيرست تاريخ الأكاديمية العسكرية الملكية في وولويتش، والكلية العسكرية الملكية في ساندهيرست، وكذلك الأكاديمية العسكرية الملكية في ساندهيرست. تضم المجموعة سجلات لتلاميذ عسكريين من الرجال، والأرشيفات التاريخية، والزي العسكري، واللوحات، والصور الفوتوغرافية، والعديد من القطع الأثرية.

استضافت الأكاديمية العسكرية الملكية في ساندهيرست في أولمبياد الصيف لعام 1948 في لندن سباق العدو في مسابقة الخماسي الحديث.

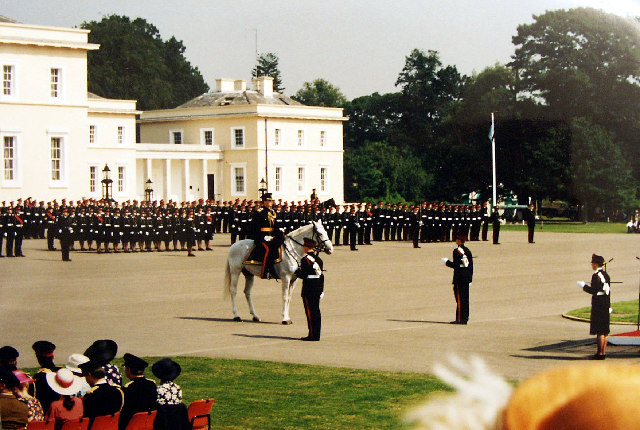
حفل تخريج في الأكاديمية وعرض عسكري

في عام 2012، تلقت ساندهيرست تبرعًا بقيمة 15 مليون جنيه إسترليني من حكومة دولة الإمارات العربية المتحدة لبناء "مبنى زايد"، الذي سُمي تكريمًا للحاكم المؤسس لدولة الإمارات. وفي عام 2013، تلقت ساندهيرست تبرعًا آخر بقيمة 3 مليون جنيه إسترليني من حكومة البحرين لتجديد قاعة مونز، التي سُميت تكريمًا للجنود الذين سقطوا في معركة مونز، وأعيدت تسميتها إلى "قاعة الملك حمد" تكريمًا لملك البحرين، مما أثار بعض الجدل في المملكة المتحدة.
في عام 2015، أصبحت العقيد لوسي جايلز أول إمرأة ترأس الكلية في تاريخها.
وفي عام 2019، لفتت ساندهيرست الأنظار الإعلامية في بريطانيا بعد انتحار الطالبة أوليفيا بيركس، التي كانت قد أقدمت على ذلك بعد علاقة مزعومة مع ضابط أعلى في ساندهيرست، وسط مخاوف من أنها كانت ستتم طردها. وفي مايو 2023، كشف تحقيق في وفاتها أن الجيش فوت فرصًا لمنع انتحار بيركس بسبب فشله في التعرف على علامات التوتر لديها.

## قبول الطلاب
يتم اختيار الضباط المحتملين للخدمة النظامية أو الاحتياطية أو المهنية المؤهلة من خلال مجلس اختيار الضباط في الجيش، المعروف سابقًا باسم مجلس التكليفات النظامية (RCB)، والذي يقع في ويستبيري بمقاطعة ويلتشاير. يُجرى التقييم للخدمة النظامية والاحتياطية المباشرة في نفس الوقت، ضمن نفس المجموعات، وبمعايير متطابقة. تشكل النساء حوالي 10% من المتدربين البريطانيين، فيما يأتي نحو 10% من إجمالي المتدربين من دول أجنبية. أكثر من 80% من المتقدمين هم من خريجي الجامعات، على الرغم من أن الحصول على شهادة جامعية ليس متطلبًا أساسيًا للقبول.

## وصلات خارجية
- (بالإنجليزية) الموقع الرسمي لأكاديمية ساندهيرست العسكرية الملكية